# 埃拉·詹森
埃拉·克里斯蒂娜·詹森（英語：Ella Christina Jansen，2005年9月1日—），加拿大女子游泳运动员，2022年英联邦运动会女子4×200米自由泳接力银牌得主和混合4×100米自由泳接力铜牌得主、2024年世界游泳锦标赛女子4×100米自由泳接力铜牌得主。